# Bunny's Dilemma
Bunny's Dilemma è un cortometraggio muto del 1913 diretto da Wilfrid North.

## Trama
Quando sua zia Eliza - che lui non ha mai visto - gli annuncia per lettera che viene a fargli visita portando con sé anche la cugina Jean per fargliela sposare, Bunny entra in agitazione. Non vuole mettere in pericolo la sua piacevole vita da scapolo e si mette d'accordo con l'amico Jack che dovrà farsi passare per lui, mentre Bunny, in abiti femminili, fingerà di essere la cuoca. La vista della cugina, però, fa cambiare idea a Bunny, che adesso vede con gelosia l'amico fare la corte a Jean. Non sapendo come fare, Bunny le scrive una lettera dove le dà appuntamento in giardino per spiegarle il suo piccolo imbroglio. Il biglietto, infilato sotto la porta della ragazza, viene letto anche da zia Eliza che vieta a Jean di recarsi da Bunny: si presenterà lei al suo posto, velata, e sentirà cosa ha da dirle il nipote.
Bunny è felice quando vede la figura femminile che gli va incontro: non si accorge di nulla e flirta con lei. Quando però solleva il velo per baciarla, scopre che ha corteggiato non la bella Jean, ma l'arcigna zia. Sprofonda ancora di più nella vergogna quando si accorge che il tutto è stato spiato tra i cespugli da Jean insieme a Jack. Bunny, dopo aver meditato sulle sue colpe, ammette che se è andata così, è stato a causa sua e accetta la situazione.

## Produzione
Il film fu prodotto dalla Vitagraph Company of America.

## Distribuzione
Distribuito dalla General Film Company, il film - un cortometraggio in una bobina - uscì nelle sale cinematografiche statunitensi il 19 giugno 1913.